# Muristán

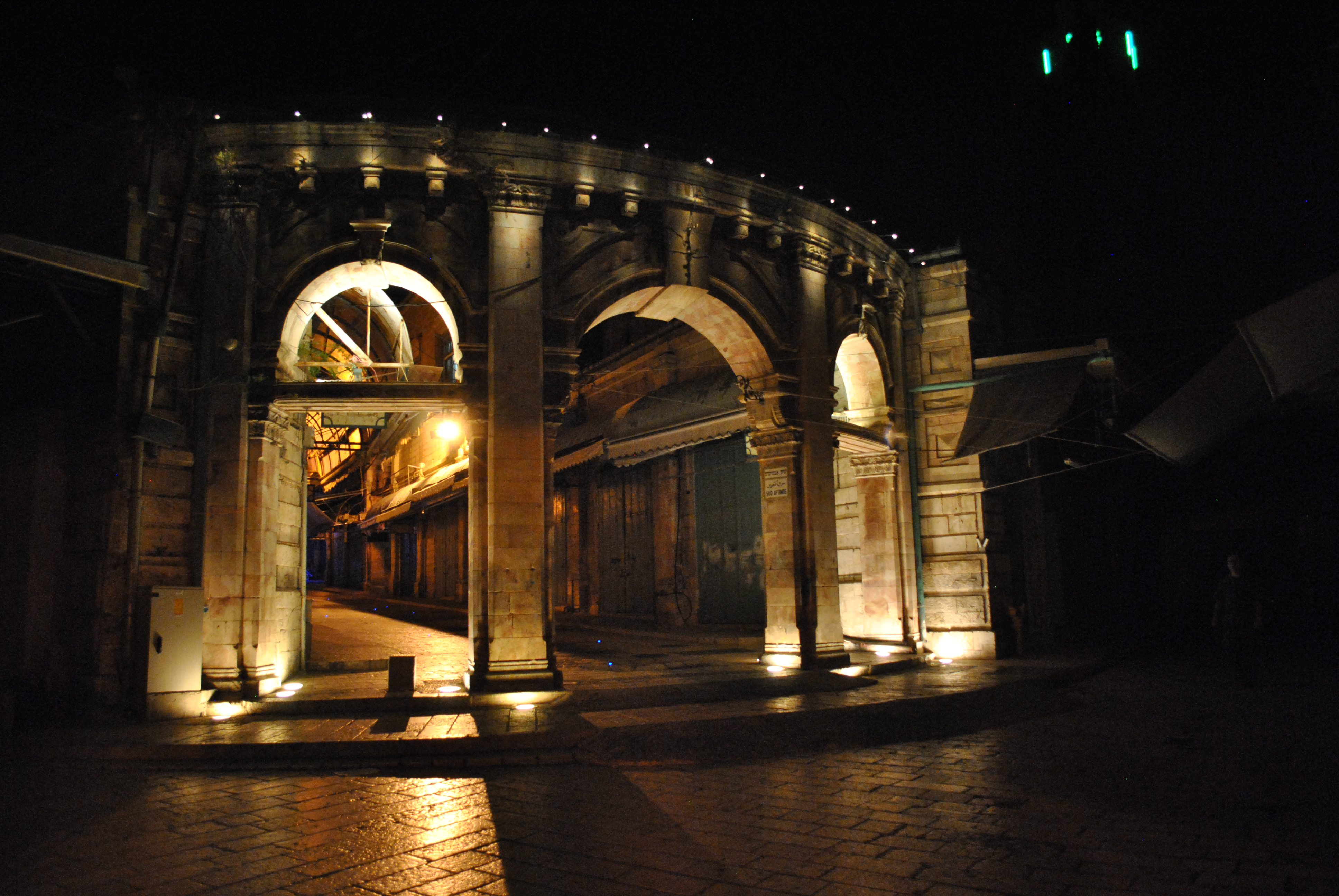
Pórtico de acceso al mercado del Muristán.

El Muristán es un complejo de calles y de tiendas del Barrio Cristiano de la Ciudad Antigua de Jerusalén entre las calles: Christian Quarter, David, Muristan y Saint Helena. La estructura de este recinto es principalmente radial con una zona central en la que una fuente es la construcción dominante y otras calles adyacentes. El término "Muristan", proviene de la época en que Saladino conquistó la ciudad y es una arabización de "Bimaristán".
En este sitio se localizó el hospital (en uno de los edificios que son propiedad del "Jerusalem Islamic Waqf"), construido durante la primera mitad del siglo XII por la nueva orden mixta (de asistencia a peregrinos necesitados, y militar a la vez) cuyo fundador reconocido fue Gerardo Tum o Tune la cual fue denominada "Orden de San Juan del Hospital de Jerusalén", por San Juan Evangelista, (su cambio de denominación a Orden de Malta fue en 1530). Esta Orden, ya estaba recibiendo cuantiosas donaciones, y el nuevo hospital, con 64 pilastras, 125 columnas de mármol, con diferentes galerías para atender teóricamente a 2000 enfermos, ocupó ampliamente lo que antes era un hospicio fundado por los mercaderes de Amalfi en la segunda mitad del siglo XI, siendo monjes observadores de la Regla de San Benito, los encargados de atender a los peregrinos y enfermos. La relación entre los monjes amalfitanos y la nueva Orden de San Juan, que seguía la Regla de San Agustín, no está demostrada documentalmente y actualmente va cobrando peso que eran dos órdenes diferentes, frente a la teoría de que los sanjuanistas fueron una escisión de algunos amalfitanos liderados por el monje Gerardo, del cual no existe certeza de que perteneciera a esta orden amalfitana. 
El área al sur de la Iglesia del Santo Sepulcro tiene una larga tradición que se remonta a los días de Judas Macabeo, (segundo siglo antes de Cristo) de acuerdo a lo registrado en el Libro II de los Macabeos. De acuerdo con la leyenda, el rey Antíoco V avanzó hacia Jerusalén para castigar al Sumo Sacerdote por saquear la Tumba de David. Mientras que en el Gólgota, el rey tuvo una visión divina que le ordenó perdonar al sumo sacerdote y construir un hospital para el cuidado de los enfermos y los pobres en ese lugar. En 1496, William Caoursin, Vicecanciller de los Hospitalarios, escribió que Judas Macabeo y Juan Hircano fundaron un hospital en ese lugar.